# Eleccions presidencials belarusses de 2020
Les eleccions presidencials belarusses de 2020 foren celebrades a Belarús el diumenge 9 d'agost de 2020. El president fou escollit directament per a servir per cinc anys. Aleksandr Lukaixenka es presentà a un sisè mandat, havent guanyat totes les eleccions presidencials des de la independència del país en els anys 90; totes menys la primera han estat titllades de no lliures i injustes. La votació anticipada va començar el 4 d'agost i durà fins al 8 d'agost.

## Context
El 8 de maig de 2020, l'Assemblea Nacional va fixar el 9 d'agost com a data per a les eleccions presidencials. El president Aleksandr Lukaixenko, ha dirigit el país des de les primeres eleccions presidencials celebrades en 1994. La comunitat internacional el descriu com el líder d'una dictadura autoritària després de la consolidació del poder poc després. Els activistes de l'oposició solen ser pressionats o detinguts pel govern. A més, Lukaixenko i els seus lleials controlen (a partir de 2019) tots els escons de totes dues cambres de l'Assemblea Nacional, tots els nomenaments judicials, els mitjans de comunicació i la Comissió Electoral Central (la qual té la facultat d'aprovar o rebutjar candidats a càrrecs polítics).
Cap elecció posterior a 1994 ha estat qualificada per la comunitat internacional com a lliure o justa.

## Sistema electoral
El President de Belarús és triat mitjançant el sistema de dues voltes. Si cap candidat obté més del 50% dels vots, es realitza una segona volta amb els dos primers candidats. Es tria al guanyador de la segona ronda.
A pesar que s'aplica el sistema de dues voltes, no s'ha necessitat una segona volta des de 1994. En la resta d'eleccions, Lukaixenko ha guanyat amb més del 80% de vots en la primera volta en cada elecció.

## Candidats

### Candidats registrats
La Comissió Electoral Central de Belarús (CEC) va registrar oficialment la següent llista de candidats per a les eleccions presidencials del 21 de juliol de 2020. Per a inscriure's com a candidat a la presidència, el candidat ha de presentar una sol·licitud per a un grup de votants d'iniciativa que contingui almenys 100 persones.

### Candidats rebutjats
- Viktar Babaryka – Expresident del Consell d'Administració del OJSC Belgazprombank.[8] El 14 de juliol la CEC va votar per unanimitat per a denegar el registre de Babaryka a causa d'una suposada inconsistència en la seva declaració d'ingressos i propietat presentada.[9]

- Valery Tsepkalo – fundador i ex director (2005-2017) del Parc d'Alta Tecnologia de Belarús.[10] El 30 de juny, la Comissió Electoral Central va anunciar que Tsepkalo només havia reunit 75.249 signatures vàlides (de les 160.000 que havia presentat). Aquesta xifra era inferior a les 100.000 necessàries per a presentar-se com a candidat a la presidència.[11][12] El 24 de juliol, tement ser arrestat, Tsepkalo va fugir a Rússia amb els seus dos fills.[13]
- Siarhei Tsikhanouski – bloguer de YouTube sobre política i negocis.[14][15] Va ser portat a presó després d'una provocació en Hrodna, abans que Aleksandr Lukaixenko esmentés que Tsikhanouski estava lluitant contra un oficial de policia i que les autoritats van trobar 900.000 dòlars en la seva segona casa. Durant la sentència, Tsikhanouski va declarar que no tenia ni idea dels diners oposats per les autoritats. Lukaixenko també va confirmar que Tsikhanouski va ser detingut per les autoritats després de donar la seva ordre.[16]

- Yuri Hantsevich – granger i bloguer.[17]
- Yuras Hubarevich – cap del Moviment "Per la Llibertat"
- Volha Kavalkova – copresident del comitè organitzador per a l'establiment de la Democràcia Cristiana Belarussa.
- Mikalai Kazlou – president en funcions del Partit Cívic Unit de Belarús.
- Natallia Kisel – empresària individual.
- Vladimir Nepomnyashchikh – pensionista.
- Ales Tabolich – músic, líder de la banda de folk-metall Znich.

### Candidats retirats
- Alena Anisim – Membre de la Cambra de Representants de Belarús (independent pro-opositora)[18]
- Aleh Gaidukevich – (Partit Liberal Democràtic de Belarús)

### Candidats declinats
- Siarhei Skrabets – ex membre de la Cambra de Representants de Belarús
- Mikola Statkevich – cap de la Hramada del Poble i ex candidat presidencial.[19]
- Aliaksei Yanukevich – ex president del Partit del Front Popular de Belarús.[20]

El gener de 2020, cinc forces de l'oposició, el Moviment "Per la Llibertat", la Democràcia Cristiana de Belarús, el Partit Socialdemòcrata (Assemblea), el Partit BPF i el Partit Cívic Unit de Belarús van arribar a un acord definitiu per a celebrar primàries per a presentar un sol candidat de l'oposició belarussa. Yury Hubarevich (Per la Llibertat), Paval Sieviaryniec, Volha Kavalkova (tots dos BCD), Aliaksei Yanukevich (BPF) i Mikalai Kazlou (UCPB) figuraven com a possibles candidats.
El Partit Verd de Belarús va anunciar que no participaria en les primàries i en les eleccions.

### Recollida de signatures
| Candidat                 | Signatures recollides | Signatures recollides | Signatures recollides | Signatures recollides | Les signatures van entregar | Les signatures van acceptar |
| Candidat                 | 28 maig               | 4 juny                | 8 juny                | 19 juny               | Les signatures van entregar | Les signatures van acceptar |
| ------------------------ | --------------------- | --------------------- | --------------------- | --------------------- | --------------------------- | --------------------------- |
| Viktar Babaryka          | 51,259                | 82,519                | 167,001               | 435,119               | 367,179                     | 165,744                     |
| Andrei Dmitriev          | 14,118                | 36,475                | 59,975                | 112,950               | 110,754                     | 106,841                     |
| Anna Kanapatskaya        | 12,483                | 36,432                | 72,864                | 159,728               | 151,631                     | 146,588                     |
| Natallia Kisel           | 37,235                | 62,470                | 73,941                | 108,705               | N/D                         | N/D                         |
| Aleksandr Lukaixenko     | 199,752               | 499,256               | 998,760               | 1,997,520             | 1,958,800                   | 1,939,572                   |
| Sviatlana Tsikhanouskaya | 1,567                 | 1,567                 | 59,774                | 145,322               | 109,479                     | 104,757                     |
| Valery Tsepkalo          | 19,807                | 54,828                | 118,456               | 212,412               | 158,682                     | 75,249                      |
| Siarhei Cherachen        | 20,247                | 52,991                | 74,382                | 153,764               | 149,750                     | 143,109                     |

La majoria de les organitzacions governamentals van obligar els seus empleats a signar per Aleksandr Lukaixenko sota amenaces que els seus contractes de treball no serien renovats.

## Campanya

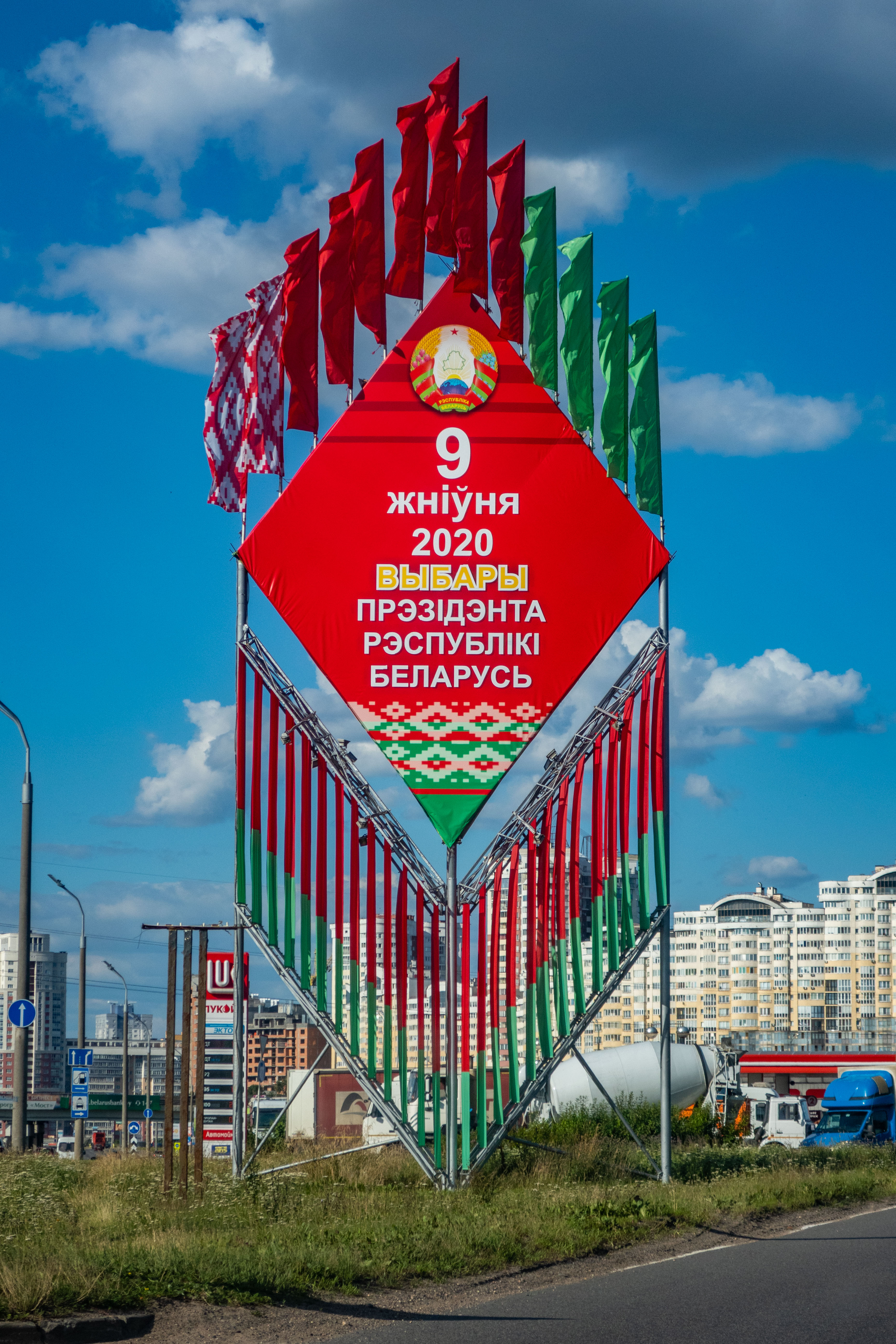
Pancarta al carrer a Minsk amb la data de les eleccions

### Siarhei Tsikhanouski i Sviatlana Tsikhanouskaya

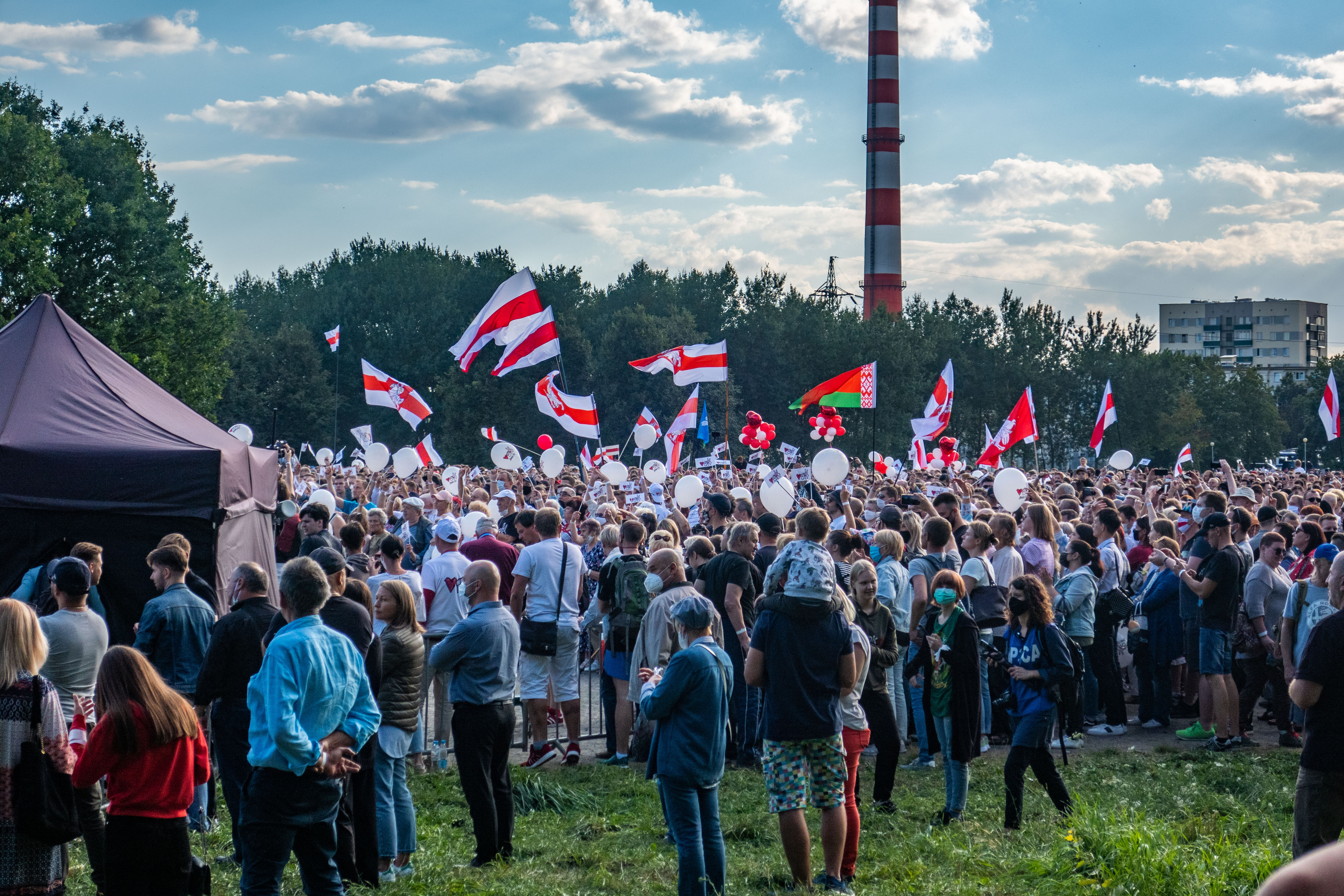
Concentració en suport de Tsikhanouskaya a Minsk el 30 de juliol de 2020

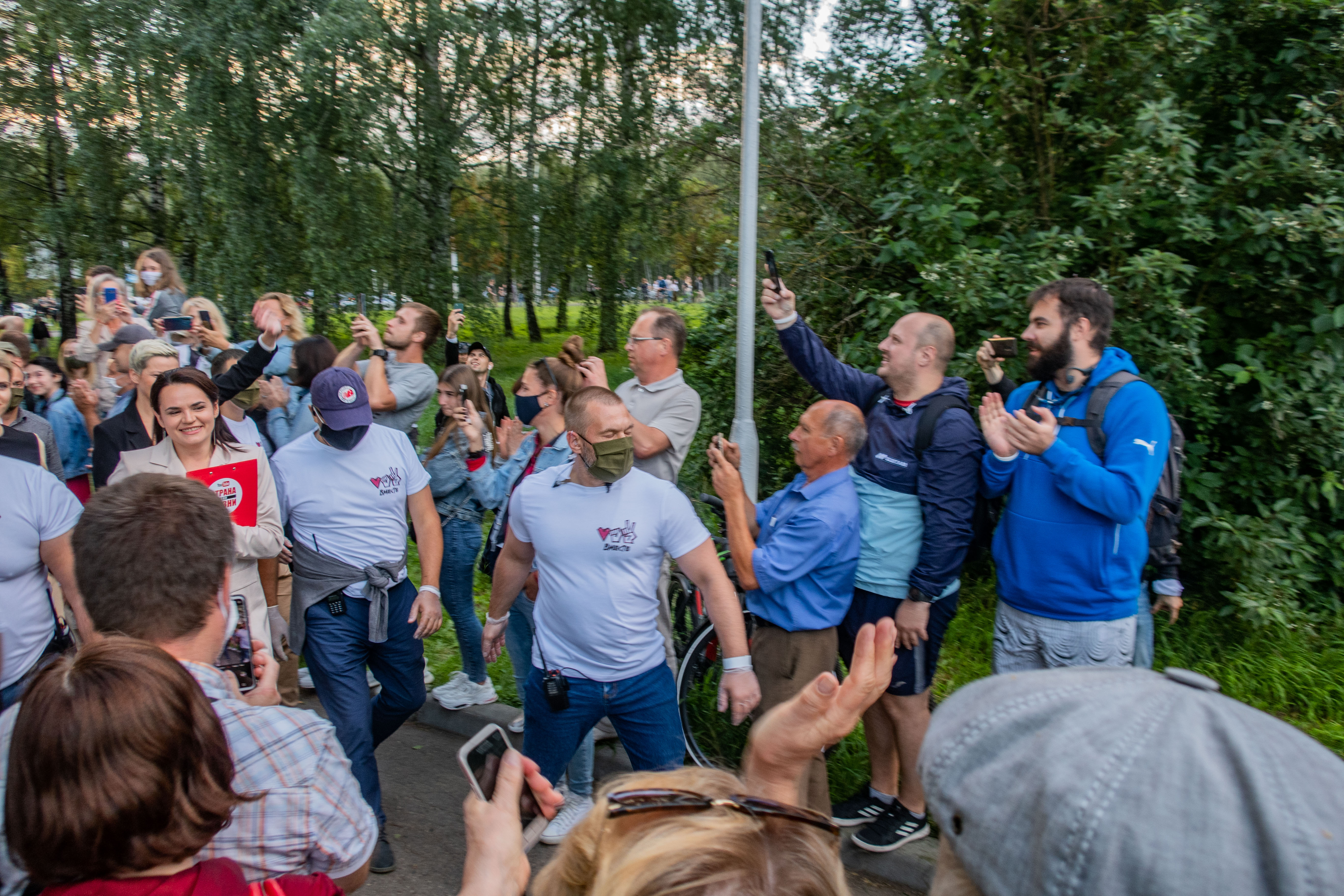
Míting en suport de Tsikhanouskaya a Minsk el 30 de juliol de 2020. Tsikhanouskaya està a l'esquerra

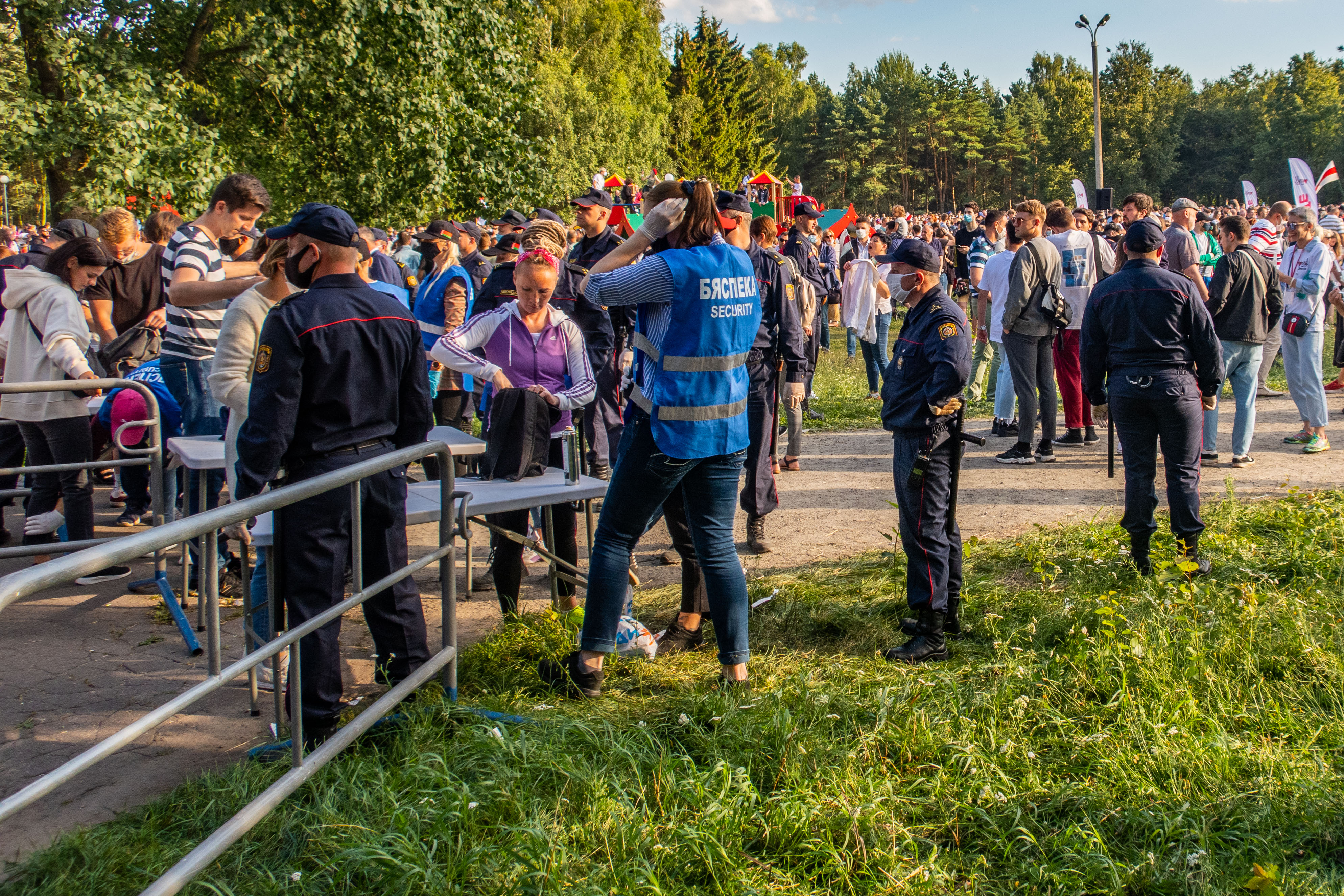
Concentració en suport de Tsikhanouskaya a Minsk el 30 de juliol de 2020. Mesures de seguretat (adoptades després de la detenció de 33 presumptes sicaris russos)

El 7 de maig, el bloguer i empresari belarús Syarhei Tsikhanouski va anunciar en el seu canal de YouTube "Country for Life" la seva intenció de presentar-se com a candidat a les eleccions presidencials. Abans d'aquest esdeveniment, el 6 de maig, va ser detingut per la policia belarussa en les proximitats de Mahilyow.
Els agents de policia es van negar a presentar la identificació (confirmant que eren policies legítims) i van amenaçar amb trencar les finestretes del cotxe en el qual anava Tsikhanouski. Abans d'això, una multitud de partidaris de Tsikhanouski en Mahilyow va alliberar a un membre de l'equip de Tsikhanouski de la policia. Un dia després, els aliats de Tsikhanouski van ser arrestats, incloent a un bloguer de Slutsk, Uladzimier Niaronski. L'equip de Tsikhanouski, incloent a Niaronski, va ser perseguit per la policia de carreteres i dues minivans amb membres de les forces especials de la policia AMAP.
L'arrest del bloguer es va deure als seus viatges per Belarús, que van cobrir les conseqüències dels 26 anys de presidència de Lukaixenko. Els viatges de Tsikhanouski van ser populars i van reunir a centenars de persones que li van parlar de les violacions dels drets humans i dels problemes econòmics. Durant aquests viatges, Tsikhanouski i el seu equip eren perseguits constantment per automòbils amb les persones que el gravaven a ell i a les seves activitats, presumiblement emprats dels serveis especials de Belarús.
Després de la detenció de Tikhanovski, els seus partidaris van organitzar una sèrie de protestes en tot Belarús. Segons Radio Liberty, entre 20 i 30 persones van ser detingudes en Hòmiel, que és la ciutat natal de Tsikhanouski. El Centre de Drets Humans Viasna va informar que almenys 19 dels seus partidaris van ser detinguts brutalment a Minsk.
Després del seu arrest, Tsikhanouski va ser transportat a Homiel, on va ser col·locat en un centre de detenció temporal. La raó formal de la seva detenció va ser la seva participació en el míting contra la integració de Belarús amb Rússia el 19 de desembre de 2019 a Minsk. Després de la seva detenció, Tsikhanouski ha anunciat en el seu canal de YouTube la seva intenció de presentar-se a la presidència de Belarús. El vídeo havia registrat 250.000 visites en 20 hores després de la publicació. L'esmentat canal de YouTube tenia 163.000 subscriptors al 8 de maig. No obstant això, la Comissió Electoral Central de Belarús es va negar a registrar el grup d'iniciativa per a nominar-lo.
La seva esposa, Sviatlana Tsikhanouskaya, va decidir presentar-se com a candidata, i el seu grup d'iniciativa va ser registrat amb èxit per la Comissió Electoral Central de Belarús. Tsikhanouski es va convertir en el cap del grup d'iniciativa encarregat de reunir signatures per a la participació de Tikhanovskaya en l'elecció.
El 20 de maig, Tsikhanouski va ser alliberat del centre de detenció temporal. Va explicar que la pressió dels partidaris dels activistes va ajudar a aconseguir-ho. En una entrevista amb Tsikhanouski després del seu alliberament, la Deutsche Welle va establir paral·lelismes entre el bloguer belarús i líder de l'oposició russa Aleksei Navalni i l'actor ucraïnès Volodímir Zelenski, que es va convertir en el president d'Ucraïna. La RTVI també va establir un paral·lelisme entre Tsikhanouski i Navalny.
Tsikhanouski va començar llavors a viatjar per tot el país per a fer piquets amb la finalitat de recollir signatures per a Tsikhanouskaya. Els piquets de Tsikhanouski van ser molt populars i van atreure a milers de persones. La cua per al piquet a Minsk, prop del mercat de Kamarouski, era de mitja milla de llarg. Diversos milers de persones també van assistir al piquet de Tsikhanouski en Homiel. Tsikhanouski va anunciar que estava recollint signatures per a una elecció justa a Belarús.
Tsikhanouski usa l'eslògan "Detinguin a la panerola!" (en rus: Стоп таракан!) en la seva campanya, que és cantada pels seus partidaris. El símbol de la campanya és una sabatilla. L'eslògan "Detinguin a la panerola!" es refereix al conte "Panerola" del poeta soviètic Kornei Chukovsky sobre com una "panerola de bigoti" intimidava a tots els animals i es convertia en el seu governant. Aparentment, aquest eslògan és una referència a l'actual lideratge de Belarús. Les sabatilles són suposadament un mitjà tradicional de control de plagues. Els periodistes d'Euronews van anomenar als esdeveniments a Belarús la "Revolució de les sabatilles", demostrant la cita de l'activista belarús Franak Viačorka amb aquesta frase.
El 29 de maig, Tsikhanouski va visitar a Hrodna per a recollir signatures per a la seva esposa. Aquest mateix dia, el president belarús Aleksandr Lukaixenko va al·ludir a Tsikhanouski en una reunió amb els treballadors de la fàbrica de tractors de Minsk: "Venen bé, tots en jeeps: 10-12 cotxes... sabem de qui és el cotxe que condueix, qui el finança. Sabem d'on ve, quina és la seva ciutadania i això... Tots sabem això. Ja estic buscant, em donen informació, la nostra gent ja ho ha vist". Tsikhanouski va comentar la declaració de Lukaixenko al periòdic Nasha Niva: "El meu cognom no és aquí, però un polsim de mi: "Coneixem la seva ciutadania. Tenen informació, treball analític! Tinc una ciutadania, mai vaig tenir una altra. En termes de diners, tinc negocis des de 2005, tinc diners".
Unes quantes hores després de la declaració de Lukaixenko, vuit furgonetes van arribar per detenir a Tsikhanouski. Els soldats de la unitat especial escortaren Tsikhanouski a una furgoneta de Gasela policial sense mostrar les seves identificacions. Durant l'arrest, la porta de la furgoneta va ser trencada. Els seguidors del blocaire van intentar parar les furgonetes per deixar-lo el lloc de detenció. Llavors diversos seguidors van anar a l'estació de policia en Hrodna per reclamar l'alliberament del blocaire.
Poc després de l'arrest de Tsikhanouski, el canal estatal de televisió Belarus 1 va mostrar una història en la qual es cobrien els esdeveniments en Hrodna de la següent manera: "Des dels primers minuts, aquesta recollida de signatures es va convertir en un míting i, segons la llei, està prohibit celebrar reunions de campanya en aquesta fase de la campanya electoral. Com a resultat, aquesta forma de comunicació es va convertir en una refrega. La policia, tractant de restaurar l'ordre, es va trobar en l'epicentre de la refrega, que es va organitzar en la plaça. Un dels policies va ser atacat". El líder del Partit Civil Unit, tinent coronel retirat de la policia belarussa, Mikalai Kazlou, va assenyalar que durant el seu discurs a la Fàbrica de Tractors de Minsk, Aleksandr Lukaixenko "va donar l'ordre de caragolar, retorçar, ficar en la presó, i el ministre va aprofitar immediatament aquesta oportunitat i va crear una provocació". Kazlou també va assenyalar que tots els policies involucrats en aquesta provocació serien exposats i portats a la justícia.
Segons el Centre de Drets Humans de Vesna, es va detenir a almenys 13 persones, entre elles dos membres del grup d'iniciativa de Tsikhanouskaya i tres assistents de Tsikhanouski. El Ministeri de l'Interior de Belarús va anunciar que els investigadors havien obert una causa penal per violència contra els agents de policia.
Tsikhanouskaya va fer una declaració oficial en relació amb la detenció del seu marit i del cap de la seu del seu grup d'iniciativa en Hrodna: "Declaro oficialment: Avui, 29 de maig, durant un piquet en Hrodna en suport de la meva candidatura a la presidència va haver-hi una "bruta" provocació contra Syarhei Leanidovich Tsikhanouski, cap de la seu del meu grup d'iniciativa. Va ser detingut. Declaro responsablement que el piquet va ser legal i pacífic. En relació amb això, exigeixo l'alliberament immediat del cap del meu grup d'iniciativa. En cas contrari, el consideraré una violació dels meus drets constitucionals i una pressió sobre mi com a candidata a la presidència de Belarús". Va prometre presentar les sol·licituds pertinents a la Comissió Electoral Central i al Ministeri de l'Interior.
Les dues primeres concentracions de masses després de la inscripció de la campanya Tsikhanouskaya es van celebrar el 19 de juliol en la plaça Banhalore de Minsk i a la ciutat de Dzyarzhynsk amb una audiència d'uns 7.500 espectadors. En l'escenari es van unir a ella la directora de campanya de Babaryka, Maryja Kalesnikava, i l'esposa de Tsepkalo, Veranika, ja que havien anunciat anteriorment que fusionarien les seves campanyes.
Els governs locals van cancel·lar diversos esdeveniments de campanya que Tsikhanouskaya havia planejat realitzar en el període previ a les eleccions.

### Solidaritat femenina
Abans de les eleccions presidencials de 2020, Aleksandr Lukaixenko va insistir que Belarús no està preparada perquè una dona sigui presidenta. El 17 de juliol les tres dones que representen als principals candidats de l'oposició (Tsikhanouskaya, l'esposa de Tsepkalo, Veranika, i la directora de campanya de Babaryka, Maryja Kalesnikava) van fusionar les seves campanyes, enfrontant a "Solidaritat Femenina" amb Lukaixenko.

### Pressió de les autoritats i el govern
Viktar Babaryka va ser detingut el 18 de juny durant la presumpta detenció de diversos centenars de partidaris de l'oposició. S'han presentat càrrecs per malversació de fons i frau contra Babaryka, que actualment es troba detingut en un centre de detenció del Comitè de Seguretat de l'Estat a Minsk.
Valery Tsepkalo, a qui no se li va permetre inscriure's com a candidat, i que ha "anat a Moscou amb els seus fills, tement per la seva seguretat". Durant una entrevista, Tsepkalo va esmentar que els seus amics de les forces de l'ordre li van advertir que "s'havia emès una ordre per a la meva detenció". Tsepkalo va dir que tenia previst donar conferències de premsa a Rússia, Ucraïna, Europa occidental i els Estats Units per a exposar "la veritable naturalesa del règim de Belarús". La seva esposa, Veronika Tsepkalo, es queda a Belarús per a ajudar en la campanya de la principal competidora de Lukaixenko en les eleccions, Sviatlana Tsikhanouskaya.
Al juny, Sviatlana Tsikhanouskaya va publicar un vídeo en el qual deia que havia estat amenaçada amb ser detinguda i que li llevarien els fills si continuava fent campanya. Va haver d'enviar als seus fills a l'estranger a viure amb la seva àvia per la seva seguretat.
En Pinsk (regió de Brest), les autoritats locals només van proporcionar un lloc per a les reunions amb els candidats, el qual va ser reservat per un confident de Lukaixenko (Tacciana Lugina, alcalde de Pinsk) del 24 de juliol al 8 d'agost. A causa d'això, Tsikhanouskaya no va visitar Pinsk el 2 d'agost. En Stolin (regió de Brest), l'únic lloc va ser reservat per Lugina també del 27 de juliol al 8 d'agost tots els dies de 8 a 22 h.
El 4 d'agost, Tsikhanouskaya va planejar visitar Slutsk i Salihorsk (regió de Minsk). El 3 d'agost, les autoritats locals de Slutsk van informar el confident de Tsikhanouskaya que la reunió no podia celebrar-se a causa de la "reparació urgent" de l'únic lloc proporcionat, però no van proporcionar el lloc alternatiu com exigia la llei. La reunió de Salihorsk també va ser cancel·lada per les autoritats en l'últim moment. Es va demanar a les persones que es van reunir en Slutsk i Salihorsk que s'anessin i els que es van negar van ser arrestats. Les reunions amb un altre candidat independent, Andrey Dmitriyeu, en Liepiel i Polatsk (regió de Viciebsk) van ser cancel·lades en l'últim moment per raons similars.

## Participació i resultats

### Participació de vot anticipat
La participació del vot anticipat que es duu a terme per correu;
- 4 d'Agost: 4.98%[79][80]
- 5 d'Agost: 12.75%[81]
- 6 d'Agost: 22.47%[82]
- 7 d'Agost: 32.24%

### Participació
- 9 d'Agost (14:00h): 65.19%[83]

## Crítiques
Tota l'oposició i diversos organismes va fer una crida a votar només el diumenge 9 d'agost ja que el vot per correu, que es fa els dies abans de les eleccions, són objectes de les crítiques i desconfiança per part de l'oposició degut les sospites de tupinades. A més, no hi ajuda pas el fet de les restriccions i traves que imposa Lukaixenko als observadors internacionals que són qui haurien d'assegurar que són unes eleccions justes i lliures. Pocs observadors internacionals independents han pogut excercir-ho com a tal i ni tan sols els d'OSCE han pogut exercicir perquè han sigut vetats per les autoritats belarusses.

## Reaccions internacionals
- OTSC - El Secretari General Stanislav Zas va felicitar a l'elegit.[85]
- L'Alt Comissària de la ONU per als Drets Humans, Michelle Bachelet, va criticar durament de la repressió "violenta" i "injustificada" contra els manifestants pacífics i periodistes i així com el tancaments intermitents d'Internet i bloqueig de pàgines i xarxes socials.[86]
- Unió Europea - A través de l'Alt representant de la Unió Europea per a Afers exteriors i Política de Seguretat, Josep Borrell, i el Comissari Europeu d'Ampliació i Política Europea de Veïnatge, Oliver Varhelyi, van emetre una declaració conjunta en la qual condemnaven la violència policial després de les eleccions i afirmaven que la UE seguiria de prop l'evolució de la situació.[87] La UE va declarar posteriorment que reavaluaria la seva relació amb Belarús.[88]
- Església ortodoxa russa - El Patriarca de Moscou Ciril I de Moscou va felicitar a Lukaixenko i el va dir que "sempre presta atenció als problemes de la condició espiritual i moral de la gent, tal com ho demostra sobretot en la fructífera interacció de les autoritats públiques amb l'Exarcat belarús".[a][89]
- Partit Comunista de la Federació Russa - El Secretari General Guennadi Ziugànov va felicitar a l'escollit per telegrama.[90]

Fins al dia 12 d'agost de 2020, trenta països han reaccionat als resultats de les eleccions presidencials de Belarús, tretze dels quals de manera positiva felicitant al guanyador belarús. També l'han felicitat dues repúbliques independents de facto; Ossètia del Sud (amb reconeixement limitat) i Abkhàzia. Altres regions com Txetxènia, que pertany a Rússia, també l'han felicitat.
- L'11 d'agost de 2020, el diputat popular Oleksiy Honcharenko ha registrat una proposta de declaració a la Rada Suprema del no-reconeixement de les eleccions presidencials belarusses ja que "manca de legitimitat".[100]

Mapa de la reacció internacional de la sisena elecció d'en Lukaixenko
Belarús
Feliciten a Lukaixenko
Mostren preocupació
No s'han posicionat